# Christian August Hausen
Christian August Hausen (1693–1743) fue un matemático alemán, conocido por sus investigaciones sobre la electricidad.

## Biografía
Hausen estudió matemáticas en la Universidad de Wittenberg, titulándose en 1712. Fue nombrado profesor extraordinario de matemáticas en la Universidad de Leipzig a la edad de 21 años,  y profesor titular en 1726.
Hausen investigó distintos fenómenos eléctricos utilizando un generador triboeléctrico (por fricción). De la introducción de su libro sobre este tema, Novi profectus in historia electricitatis, publicado póstumamente, se deduce que Hausen inició estos experimentos poco antes de su muerte. El generador de Hausen era similar a generadores anteriores, como el de Francis Hauksbee. Constaba de un globo de vidrio rotado mediante un cordón y una gran rueda. Un ayudante frotaba el globo con sus manos para producir electricidad estática. El libro de Hausen describe su generador e instrumentos, desarrollando una teoría mediante la que describe el fenómeno de la electrification como una consecuencia de la producción de vórtices en un fluido eléctrico universal.

## Eponimia
- El cráter lunar Hausen lleva este nombre en su memoria.